# Solbach
Solbach – miejscowość i gmina we Francji, w regionie Grand Est, w departamencie Dolny Ren.
Według danych na rok 1990 gminę zamieszkiwało 95 osób, a gęstość zaludnienia wynosiła 34 osób/km² (wśród 903 gmin Alzacji Solbach plasuje się na 707. miejscu pod względem liczby ludności, natomiast pod względem powierzchni na miejscu 631.).